# Pickwick

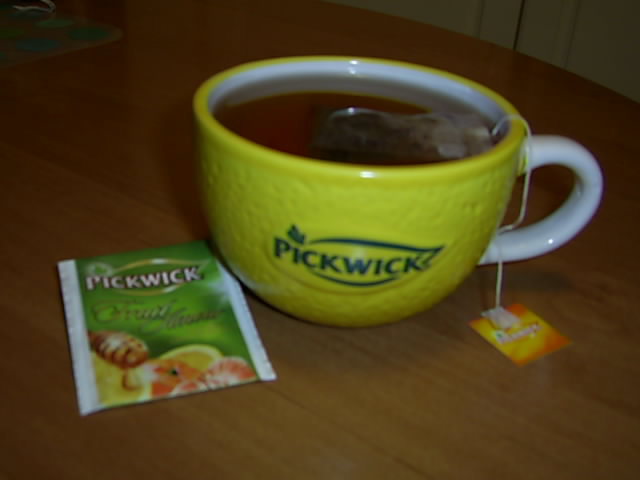
Pickwick thee

Pickwick is een theemerk van Douwe Egberts. Het merk dateert van 1937, daarvoor verkocht de firma merkloze thee voor het eerst in 1753 vanuit een winkel in de Midstraat in Joure. 
De naam Pickwick is geïnspireerd op de titel van het boek The Posthumous Papers of the Pickwick Club van Charles Dickens. De vrouw van de toenmalige directeur had kennisgenomen van dit boek en stelde de echt Engels klinkende naam 'Pickwick' voor.
Behalve in de gebruikelijke theesmaken is Pickwick thee verkrijgbaar met vruchtensmaken, oosterse smaken en andere modieuze melanges.